# Glenea amoena
Glenea amoena é uma espécie de besouro da família Cerambycidae. Foi descrito por James Thomson em 1865.